# آلباتروس سلطنتی جنوبی
آلباتروس سلطنتی جنوبی (نام علمی: Diomedea epomophora) نام یک گونه از تیره آلباتروس است.